# 苏继光
苏继光（1912年—1987年），曾用名苏继善、苏宝忱，男，山东莱阳（今莱西市）人，中华人民共和国政治人物。

## 生平
1932年8月，加入中国共产党。1934年8月，任中共莱阳特支书记。1938年12月，任胶东区职工抗日救国联合总会副主任、主任。1940年12月，任中共北海地委民运部长。1942年7月任中共西海地委副书记兼组织部长。1943年]]8月，兼任中共莱阳县委书记。1944年11月，调胶东区党委党校学习。1945年10月，继任西海地委副书记。1947年7月任西海地委书记兼西海军分区（三军分区）政委。1949年3月，任中共胶东区委民运部长兼青委书记。
1949年9月，任胶东区委职工委员会书记。历任中共西海地委书记，胶东区党委民运部长兼青委书记，中共胶州地委书记兼军分区党委书记，国家民政部司长，后任中央民政部副部长。1981年1月24日，担任民政部顾问。